# Iázide ibne Abedalá
Iázide ibne Abedalá ibne Dinar de Hulvã (lit. ""; em árabe: يزيد بن عبد الله التركي; romaniz.: Yazid ibn 'Abdallah ibn Dinar al-Hulwani; lit. Iázide, filho de Abedalá, filho de Dinar de Hulvã), também chamado Iázide, o Turco (Yazid al-Turki), foi um governador militar ("uale aljaixe) do Egito pelo Califado Abássida de 856 a 867. Ele foi o primeiro governante turco do Egito.

## História

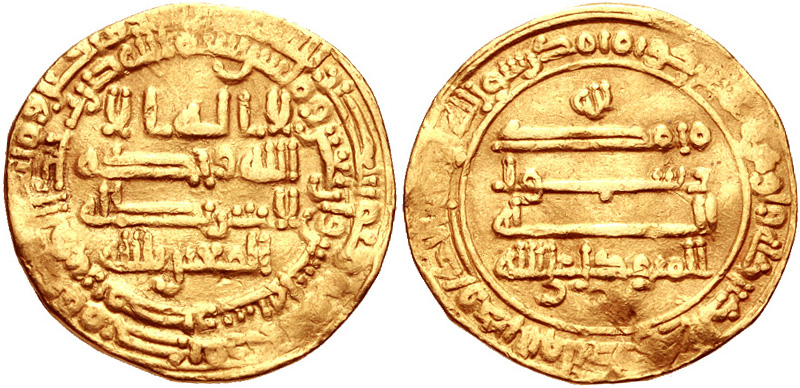
Dinar de ouro de Mutavaquil r.

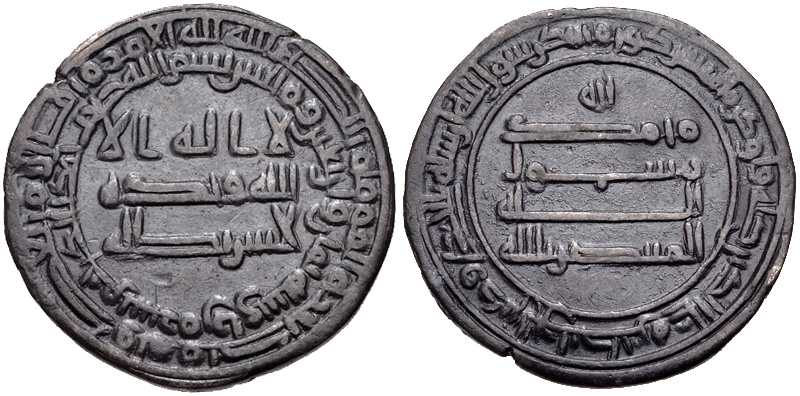
Dirrã de Almontacir r.

Iázide ascendeu em proeminência como tenente do comandante turco Itaque, e serviu por um tempo como chefe de polícia (saíbe da xurta) de Samarra como representante do último. Sua carreira parece ter sobrevivido a queda de Itaque em 849, e em 856 ele foi selecionado para governar o Egito em nome do príncipe abássida Almontacir (r. 861–872), que havia recebido a província como parte dos acordos de sucessão do califa Mutavaquil (r. 847–861).
O mandato de Iázide como governador foi caracterizado pela falta de estabilidade no país. No Alto Egito, tribos árabes rebeldes efetivamente tomaram controle da área em torno de Assuão No norte, Iázide estava preocupado em manter em cheque os seguidores dissidentes de Ali. Vários 'Alavis foram presos e deportados para Samarra, e o governo central enviou-o instruções para limitar severamente as liberdades dos álidas e seus apoiantes na província. Em 866, uma revolta na região de Alexandria foi iniciada por Jabir ibne Ualide e contou com apoio dos árabes, cristãos e maulas locais. Logo os rebeldes espalharam-se através do delta do Nilo e derrotaram a guarnição turca estacionada em Fostate. Como resultado do fracasso, Iázide foi reconvocado de seu posto pelo governo central em 867. Foi substituído como governador por Muzaim ibne Cacane, que havia sido enviado à província com reforços para liquidar a rebelião de Jabir.
Em parte, o fracasso de Iázide foi devido a limitação em seu poderes como governador. A ele foi dada a responsabilidade por Fostate e os distritos do Nilo, mas Alexandria e Barca foram removidas da jurisdição do governo egípcio e foram separadamente administradas naquele tempo. Além disso, segundo a prática normal do período, Iázide tinha controle sobre o exército e administração da província, mas não seus assuntos fiscais; estes foram delegados para um diretor das finanças separado (amil). De 861 em diante, este posto foi ocupado por Amade ibne Almudabir, cujos altos impostos provavelmente exacerbaram o descontentamento entre a população.